# 里韦拉阿尔塔
里韦拉阿尔塔（西班牙語：Ribera Alta，意为“高岸”）是西班牙巴斯克自治区阿拉瓦省的一个市镇。总面积120km²，总人口522人（2001年），人口密度4人/km²。